# Liste der UCI Continental Teams 2022
Die Liste enthält die bei der UCI  registrierten UCI Continental Teams in der Saison 2022.

## Afrika
| Team-Name                   | Land      | UCI-Code |
| --------------------------- | --------- | -------- |
| BAI Sicasal Petro de Luanda | Angola    | BSP      |
| Sidi Ali-Unlock Team        | Marokko   | SUT      |
| Benediction Ignite          | Ruanda    | BIG      |
| ProTouch                    | Südafrika | PRO      |

## Amerika
| Team-Name                                        | Land               | UCI-Code |
| ------------------------------------------------ | ------------------ | -------- |
| Agrupación Virgen de Fátima-San Juan Biker Motos | Argentinien        | AVF      |
| Chimbas Te Quiero                                | Argentinien        | CTQ      |
| Electro 3-Gremios por el Deporte                 | Argentinien        | EGD      |
| Municipalidad de Rawson                          | Argentinien        | MDR      |
| Sindicato de Empleados Públicos de San Juan      | Argentinien        | SEP      |
| Pio Rico Cycling Team                            | Bolivien           | PRC      |
| Swift Carbon Pro Cycling Brasil                  | Brasilien          | SCP      |
| Movistar-Best PC                                 | Ecuador            | MBP      |
| Team Banco Guayaquil Ecuador                     | Ecuador            | BGE      |
| Premier Tech U23 Cycling Project                 | Kanada             | PTU      |
| Toronto Hustle                                   | Kanada             | TOR      |
| Xspeed United Continental                        | Kanada             | XSU      |
| Colombia Tierra De Atletas GW Shimano            | Kolumbien          | CTA      |
| Electro Hiper Europa-Caldas                      | Kolumbien          | EHE      |
| Team Medellín-EPM                                | Kolumbien          | MED      |
| Panamá es Cultura y Valores                      | Panama             | PCV      |
| Massi Vivo-Conecta                               | Paraguay           | MVC      |
| EF Education-Nippo Development Team              | Vereinigte Staaten | EFD      |
| Hagens Berman Axeon                              | Vereinigte Staaten | HBA      |
| L39Ion Of Los Angeles                            | Vereinigte Staaten | LLA      |
| Team Novo Nordisk Development                    | Vereinigte Staaten | TND      |
| Team Illuminate                                  | Vereinigte Staaten | ILU      |
| Wildlife Generation Pro Cycling                  | Vereinigte Staaten | WGC      |
| Team Skyline                                     | Vereinigte Staaten | TSL      |
| Java Kiwi Atlántico                              | Venezuela          | JAV      |
| Start Cycling Team                               | Venezuela          | STF      |

## Asien
| Team-Name                                    | Land                | UCI-Code |
| -------------------------------------------- | ------------------- | -------- |
| Bahrain Cycling Academy                      | Brunei              | BCA      |
| China Glory Continental Cycling Team         | Volksrepublik China | CGS      |
| Giant Cycling Team                           | Volksrepublik China | MSS      |
| Henan Bodywrap Cycling Team                  | Volksrepublik China | BDR      |
| Hengxiang Cycling Team                       | Volksrepublik China | HEN      |
| Li Ning Star                                 | Volksrepublik China | LNS      |
| Ningxia Sports Lottery Continental Team      | Volksrepublik China | NLC      |
| Pardus Cycling Team                          | Volksrepublik China | PDS      |
| Shenzhen Xidesheng Cycling Team              | Volksrepublik China | XDS      |
| The Hurricane & Thunder Cycling Team         | Volksrepublik China | THT      |
| Tianyoude Hotel Cycling Team                 | Volksrepublik China | TYD      |
| HKSI Pro Cycling Team                        | Hongkong            | HKS      |
| Roojai Cycling Team                          | Indonesien          | RJC      |
| Arvich Shargh Omidnia                        | Iran                | ASO      |
| Azad University Team                         | Iran                | UAT      |
| Aisan Racing Team                            | Japan               | AIS      |
| Kinan Racing Team                            | Japan               | KIN      |
| Matrix Powertag                              | Japan               | MTR      |
| Nasu Blasen                                  | Japan               | NAS      |
| Shimano Racing                               | Japan               | SMN      |
| Team Bridgestone Cycling                     | Japan               | BGT      |
| Team Ukyo                                    | Japan               | UKO      |
| Utsunomiya Blitzen                           | Japan               | BLZ      |
| Almaty Cycling Team                          | Kasachstan          | ALT      |
| Astana Qazaqstan Development Team            | Kasachstan          | AQD      |
| Vino SKO Team                                | Kasachstan          | VSM      |
| Terengganu Polygon Cycling Team              | Malaysia            | TSG      |
| Ferei Mongolia Development Team              | Mongolei            | FMD      |
| 7 Eleven Cliqq-air21 by Roadbike Philippines | Philippinen         | 7RP      |
| Go for Gold Philippines                      | Philippinen         | G4G      |
| Gapyeong Cycling Team                        | Südkorea            | GPC      |
| Geumsan Insam Cello                          | Südkorea            | GIC      |
| Korail Cycling Team                          | Südkorea            | KCT      |
| KSPO Professional                            | Südkorea            | KSP      |
| LX Cycling Team                              | Südkorea            | LXC      |
| Seoul Cycling Team                           | Südkorea            | SCT      |
| Uijeongbu Cycling Team                       | Südkorea            | UCT      |
| Meiyo CCN Pro Cycling Team                   | Taiwan              | MPC      |
| Grant Thornton-Bike Zone                     | Thailand            | GTB      |
| Thailand Continental Cycling Team            | Thailand            | TCC      |
| Tashkent City Professional Cycling Team      | Usbekistan          | TCM      |

## Europa
| Team-Name                                                                                       | Land                   | UCI-Code  |
| ----------------------------------------------------------------------------------------------- | ---------------------- | --------- |
| Alpecin-Fenix Development Team (1.1.–30.6.) / Alpecin-Deceuninck Development Team (1.7.–31.12.) | Belgien                | AFD / ADD |
| Bingoal Pauwels Sauces WB Development Team                                                      | Belgien                | WBD       |
| Elevate p/b Home Solution Soenens                                                               | Belgien                | EHS       |
| Geofco Doltcini Matériel-vélo.com                                                               | Belgien                | GDM       |
| Minerva Cycling Team                                                                            | Belgien                | MCT       |
| Tarteletto-Isorex                                                                               | Belgien                | TIS       |
| CCN Factory Racing (1.1.–1.3.)                                                                  | Belarus                | CCN       |
| Minsk Cycling Club (1.1.–1.3.)                                                                  | Belarus                | MCC       |
| BHS-PL Beton Bornholm                                                                           | Dänemark               | BPC       |
| Restaurant Suri-Carl Ras                                                                        | Dänemark               | GSH       |
| Team ColoQuick                                                                                  | Dänemark               | TCQ       |
| Riwal Cycling Team                                                                              | Dänemark               | RIW       |
| Bike Aid                                                                                        | Deutschland            | BAI       |
| Maloja Pushbikers                                                                               | Deutschland            | PBS       |
| P&S Benotti                                                                                     | Deutschland            | PUS       |
| Rad-net Rose Team                                                                               | Deutschland            | RNR       |
| Santic-Wibatech                                                                                 | Deutschland            | SWT       |
| Saris Rouvy Sauerland Team                                                                      | Deutschland            | SVL       |
| Team Dauner-AKKON                                                                               | Deutschland            | TDA       |
| Team Lotto-Kern-Haus                                                                            | Deutschland            | LKH       |
| Team Ampler-Tartu2024                                                                           | Estland                | TAT       |
| Go Sport-Roubaix Lille Métropole                                                                | Frankreich             | GRL       |
| Equipe continentale Groupama-FDJ                                                                | Frankreich             | CGF       |
| Nice Métropole Côte d’Azur                                                                      | Frankreich             | NMC       |
| St Michel-Preference Home-Auber 93                                                              | Frankreich             | AUB       |
| Team U Nantes Atlantique                                                                        | Frankreich             | 194       |
| Ribble Weldtite Pro Cycling                                                                     | Vereinigtes Königreich | RWC       |
| Saint Piran                                                                                     | Vereinigtes Königreich | SPC       |
| Trinity Racing                                                                                  | Vereinigtes Königreich | TRI       |
| WiV SunGod                                                                                      | Vereinigtes Königreich | RDW       |
| EvoPro Racing                                                                                   | Irland                 | RDW       |
| Israel Cycling Academy                                                                          | Israel                 | ICA       |
| Beltrami TSA Tre Colli                                                                          | Italien                | BTC       |
| Biesse-Carrera                                                                                  | Italien                | BIE       |
| Carnovali-Rime                                                                                  | Italien                | CAR       |
| Cycling Team Friuli ASD                                                                         | Italien                | CTF       |
| D’Amico UM Tools                                                                                | Italien                | AZT       |
| Gallina Ecotek Lucchini                                                                         | Italien                | GAL       |
| General Store-Essegibi-F.Lli Curia                                                              | Italien                | GEF       |
| MG.K Vis Colors For Peace VPM                                                                   | Italien                | MGK       |
| Team Colpack Ballan                                                                             | Italien                | CPK       |
| Team Corratec                                                                                   | Italien                | COR       |
| Team Qhubeka                                                                                    | Italien                | T4Q       |
| Work Service-Vitalcare-Dynatek                                                                  | Italien                | IWM       |
| Zalf Euromobil Fior                                                                             | Italien                | ZEF       |
| Meridiana Kamen Team                                                                            | Kroatien               | MKT       |
| Kaunas Cycling Team                                                                             | Litauen                | KCC       |
| Leopard Pro Cycling                                                                             | Luxemburg              | LPC       |
| À Bloc CT                                                                                       | Niederlande            | ABC       |
| Allinq Continental Cyclingteam                                                                  | Niederlande            | ALQ       |
| BEAT Cycling                                                                                    | Niederlande            | BCY       |
| Development Team DSM                                                                            | Niederlande            | DDS       |
| Jumbo-Visma Development Team                                                                    | Niederlande            | JVD       |
| Metec-Solarwatt p/b Mantel                                                                      | Niederlande            | MET       |
| VolkerWessels Cycling Team                                                                      | Niederlande            | VWE       |
| Team Coop                                                                                       | Norwegen               | TCO       |
| Uno-X DARE Development Team                                                                     | Norwegen               | UDT       |
| Hrinkow Advarics                                                                                | Österreich             | HAC       |
| Team Felbermayr Simplon Wels                                                                    | Österreich             | RSW       |
| Team Vorarlberg                                                                                 | Österreich             | VBG       |
| Tirol KTM Cycling Team                                                                          | Österreich             | TIR       |
| Union Raiffeisen Radteam Tirol                                                                  | Österreich             | URT       |
| WSA KTM Graz p/b Leomo                                                                          | Österreich             | WSA       |
| HRE Mazowsze Serce Polski                                                                       | Polen                  | MSP       |
| Voster ATS Team                                                                                 | Polen                  | VOS       |
| ABTF-Feirense                                                                                   | Portugal               | CDF       |
| Atum general/Tavira/GP Maria Nova Hotel                                                         | Portugal               | ATM       |
| Aviludo-Louletano-Loulé Concelho                                                                | Portugal               | ALL       |
| Efapel Cycling                                                                                  | Portugal               | EFL       |
| Glassdrive-Q8-Anicolor                                                                          | Portugal               | GCT       |
| L.A. Aluminios-Credibom-Marcos Car                                                              | Portugal               | LAA       |
| Radio Popular-Paredes-Boavista                                                                  | Portugal               | RPB       |
| Tavfer-Mortágua-Ovos Matinados                                                                  | Portugal               | TAV       |
| W52-FC Porto (1.1.–15.7.)                                                                       | Portugal               | W52       |
| Giotti Victoria - Savini Due                                                                    | Rumänien               | GTS       |
| Mentorise Elite Team CFX                                                                        | Rumänien               | MEN       |
| Vozrozhdenie (1.1.–1.3.)                                                                        | Russland               | VZR       |
| Motala AIF Serneke Allebike                                                                     | Schweden               | MSA       |
| Swiss Racing Academy                                                                            | Schweiz                | SRA       |
| Ferei-CCN Metalac                                                                               | Serbien                | FCM       |
| Dukla Banska Bystrica                                                                           | Slowakei               | DKB       |
| Adria Mobil                                                                                     | Slowenien              | ADR       |
| Cycling Team Kranj                                                                              | Slowenien              | CTK       |
| Ljubljana Gusto Santic                                                                          | Slowenien              | LGS       |
| Manuela Fundacion                                                                               | Spanien                | MAN       |
| AC Sparta Praha                                                                                 | Tschechien             | ACS       |
| ATT Investments                                                                                 | Tschechien             | ATT       |
| Elkov-Kasper                                                                                    | Tschechien             | EKA       |
| Tufo-Pardus Prostějov                                                                           | Tschechien             | SKC       |
| Sakarya BB Pro Team                                                                             | Türkei                 | SBB       |
| Spor Toto Cycling Team                                                                          | Türkei                 | STC       |
| Eurocar GS Cycling Team                                                                         | Ukraine                | EGS       |

## Ozeanien
| Team-Name                               | Land       | UCI-Code |
| --------------------------------------- | ---------- | -------- |
| ARA Pro Racing Sunshine Coast           | Australien | ACA      |
| Nero Continental                        | Australien | NER      |
| St George Continental Cycling Team      | Australien | STG      |
| Team BridgeLane                         | Australien | BLN      |
| EuroCyclingTrips Pro Cycling            | Guam       | ECT      |
| Bolton Equities Black Spoke Pro Cycling | Neuseeland | BEB      |
| Global 6 Cycling                        | Neuseeland | GLC      |
| MitoQ-NZ Cycling Project                | Neuseeland | NZP      |